# Циклазодон
Циклазодон — стимулирующее вещество центрального действия, разработанное в 1960-х годах. Должен был применяться для лечения СДВГ и хронической усталости.

## История
1960 годы — это время отметилось постепенным увеличением контроля за лекарствами, так как появлялись все новые данные о побочных эффектах амфетамино-подобных препаратов, все чаще возникали случаи наркотической зависимости, а рекреационный спрос на лекарства только рос. Со скорым введением нового Закона о контролируемых веществах, в результате которого случился перенос амфетамина из списка III в список II, в корпорации American Cyanamid Company были начаты разработки по созданию нового безопасного препарата, проявляющее стимулирующее действие, но не являющимся амфетамином. Уже в 1971 был подан патент на схожие препараты.
Тогда активно рассматривались возможности применения производных оксазолидинона в качестве психостимуляторов. Циклазодон обладает в 3-5х более сильным стимулирующим действием, чем пемолин, производным которого он является. Скоро выяснилось, что пемолин и его производные обладают высокой гепатотоксичностью при регулярном применении, а исследования по теме производных оксазолидинона решили не продолжать. Циклазодон так и не вышел на рынок лекарственных средств где-либо в мире, оставаясь в серой зоне.
В 2017 году к веществу вновь возник интерес, но уже в сфере биохакинга и как к рекреационному средству.

## Безопасность и побочные эффекты
Препарат никогда не получал регистрацию в России. В Америке не оценивался FDA для использования в качестве лекарства или ноотропного средства. Научные исследования на человеке не проводились, точная информация о безопасности циклазодона отсутствует. В исследованиях, касающихся терапевтического использования, отмечается все же более низкие кардиотоксические и гепатотоксические эффекты, чем у Дексамфетамина — хотя лекарства на его основе до сих пор часто применяются в США (24 место среди лекарств по количеству выписанных рецептов).

## Механизм действия
Схожий с амфетаминами агонист TAAR-1 рецептора, играющего ключевую роль в регуляции нейтротрансмиссии допаминовых, норадренолиновых и серотониновых нейронов в ЦНС. Агонизм этих рецепторов вызывает увеличение концентрации допамина, серотонина и норадреналина (норэпинефрина) в синаптической щели.

## Правовой статус
Циклазодон, считаясь структурным аналогом пемолина, может попадать под Федеральный аналоговый закон США, если предназначается для употребления человеком. Запрещен в списках ВАДА. В России государственному контролю не подлежит.